# Ляхно Опанас Петрович
Опанас Петрович Ляхно (1877, с. Великі Сорочинці Миргородського повіту Полтавської губернії — близько 1943, Миргород) — український державний та церковний діяч, член Української Центральної Ради.

## З життєпису
Народився у родині станових козаків, освіта середня. Одружений.
До 1911 р. працював учителем народних шкіл Миргородського повіту. У 1901 р. став дияконом та регентом церкви у с. Мальці Миргородського повіту.
У 1911 р. закінчив Полтавську духовну семінарію та був висвячений на священика. Служив у с. Сакунова Слобода Роменського повіту, з 1915 р. — у с. Хитці Гадяцького повіту.
У 1917 р. став правити церковну службу українською мовою. Обирався головою хітцівської «Просвіти», заступником голови повітової ради робітничих, селянських і солдатських депутатів. Обраний членом Центральної Ради від Гадяцького повіту.
Був делегатом Першого Всеукраїнського Православного Церковного Собору УАПЦ 14-30 жовтня 1921 р. З 1922 р. — священик у містечку Малі Сорочинці, де прослужив близько трьох років та перейшов до слободи Котельви Полтавської округт. З літа 1929 р. — священик Троїцької церкви УАПЦ у Миргороді.
23 жовтня 1929 р. заарештований Лубенським відділом ДПУ УСРР. Обвинувачувався у використанні УАПЦ для ведення боротьби за самостійність України.
15 лютого 1930 р. судовою трійкою при колегії ДПУ УСРР засуджений за ст.ст. 54-2, 54-8, 54-10, 54-11 КК УСРР до 10 років позбавлення волі.
Повернувся додому через параліч. Помер близько 1943 р. у Миргороді. Похований на Личанському кладовищі.
20 листопада 1989 р. реабілітований.